# Åre Bike Park

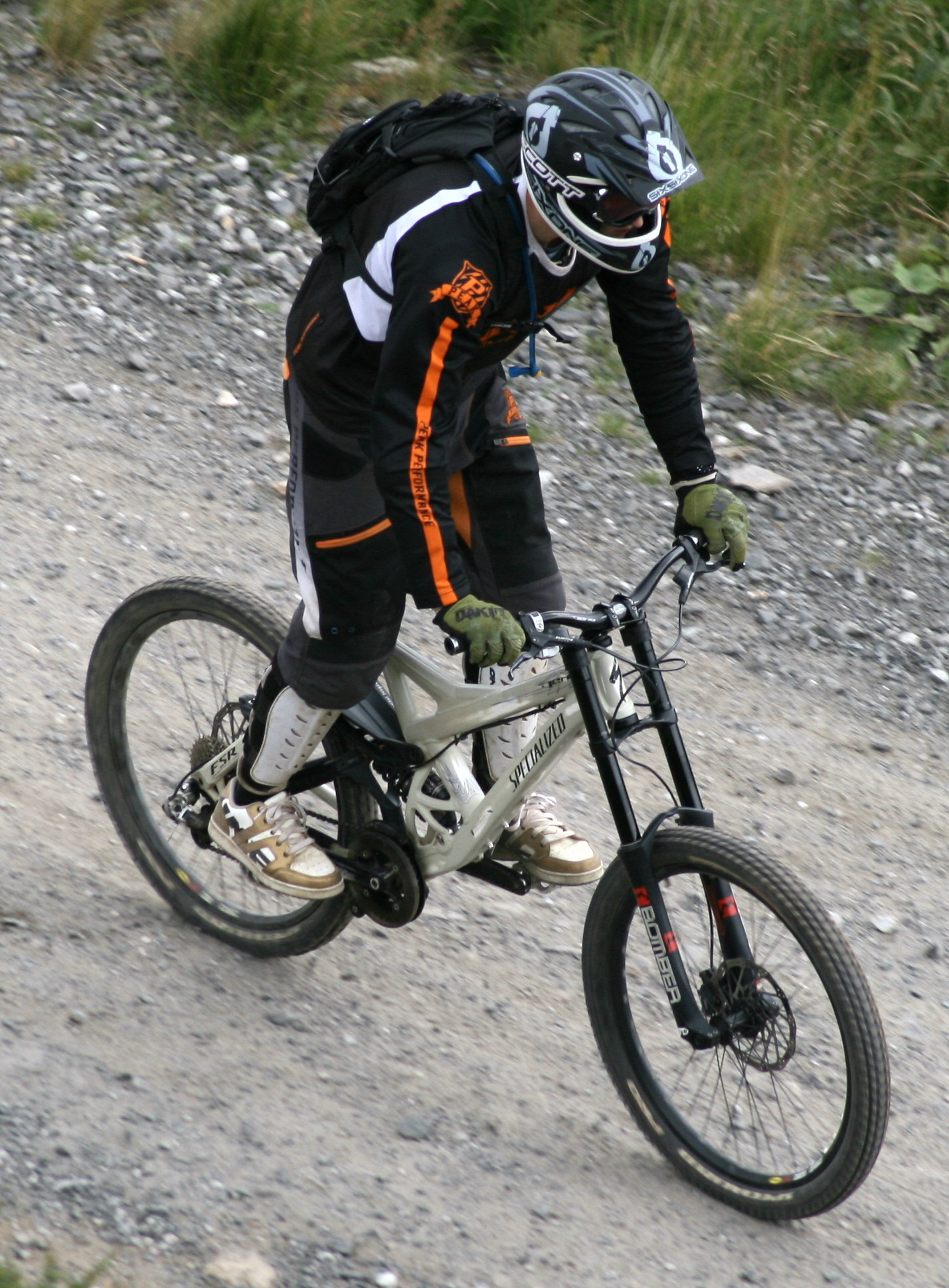
Mountainbike-cyklist i Åre Bike Park, 2008.

Åre Bike Park är en mountainbikepark i Åre som drivs av Skistar, med en anläggning för downhill-cykelsport sedan 2005 och en för cross country-cykling sedan 2017. Downhill-parken, som är Nordens största, ingick i "Vision 2011" efter att Skistar blivit övertalat av flera i Åres näringsliv som ville skapa en primär sommar-/barmarksaktivitet i förhållande till vinterns alpina utförsåkning (och således en kontinuerlig besöksnäring året runt). Mountainbikecykling har utvecklats på Åreskutan sedan 1987, till stor del som ideell verksamhet, och Åre fick bland annat stå som värd för ett världsmästerskap 1999.
Samtliga (cirka fem) liftar/linbanor i downhill-parken används även för transport av fotgängare, som utgör ungefär hälften av sommardriftens liftburna omsättning, och det finns nio (totalt 85 kilometer) vandringsleder på Åreskutan.

## Bakgrund
År 2010 uppmärksammades det att ett första cykellopp i Åre hade ägt rum redan 1929, det vill säga att cykelsport i Åre haft en praktiskt taget lika lång kultur som vinter- och skidsport. Sommaren 1987 började några extremsportande mountainbike-cyklister att nyttja kabinbanan som var i drift för vandrare på Åreskutan – medan det varken fanns cykelleder, cyklar eller skyddsutrustning som höll någon form av säkerhet. Denna sport var hämtad från Nordamerika, och trots att de driftiga entusiasterna hade svårt att få respons från anläggningens liftoperatör om att satsa på sporten kunde Åre Slalomklubb arrangera både nationella tävlingar och festivalen "Åre Bike Hållidey" i början av 1990-talet. Ytterligare ett steg togs genom att arrangera en världscup i mountainbike i slutet av maj 1995, då det just den våren fortfarande var skidföre på fjället och den leriga tävlingsbanan hade fått handskottas fram.

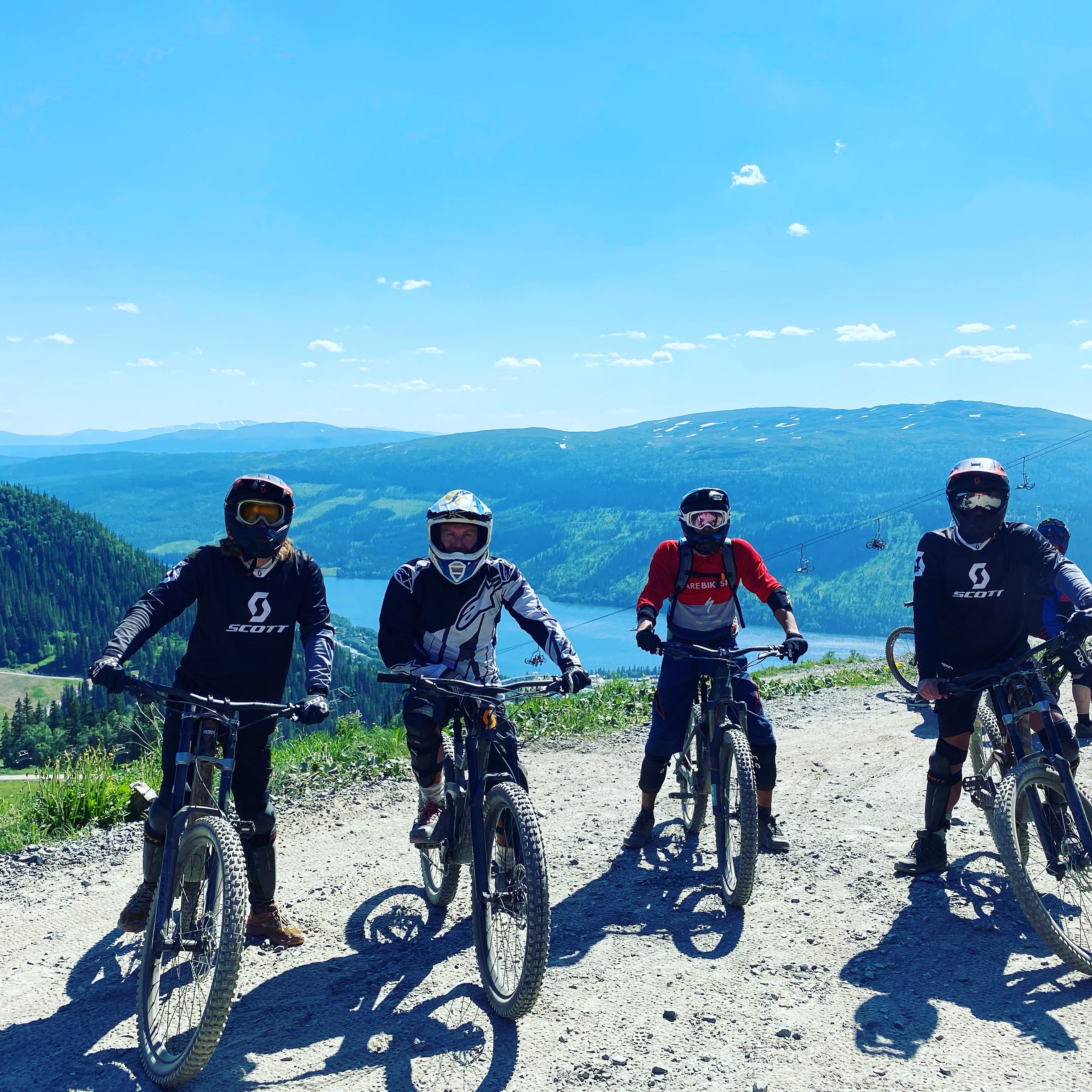
Downhill-cyklarna har utvecklats för att anpassa leders olika svårighet/karaktär och åkares säkerhet.

Den ideella föreningen Åre Bergscyklister bildades 1996, och såg till att de första (handgrävda) officiella cykellederna "1000-metersleden" och "Downhillbanan" anlades. I takt med mountainbikeverksamhetens globalt hastiga expansion, som bland annat började ingå i Olympiska spelen 1996, såg föreningen till att låta Åre arrangera Världsmästerskapet i Mountainbike 1999. Eventet besöktes av över 30 000 åskådare, vilket blev Åres största någonsin (det vill säga mer än vid Åres tre Alpina VM).
Efter mästerskapet planerades det för fler cykelleder och utveckling av en året-runt-verksamhet på destinationen, men detta fick ett totalt bakslag när aktiebolaget Skistar förvärvade skidområdet utan något intresse att driva sommarverksamheten framåt. Inom några år efter detta besked började det att tjuvbyggas och förekom regellös cykling på fjället, med både personskador och miljökonsekvenser som följd, varför det fanns en stor risk för att cyklingen så småningom skulle bli förbjuden. Det fanns en arbetare på Skistar som hade intresserat sig stort för cykelsporten och såg dess utvecklingspotential. Med en årsbudget på blott 500 000 kronor bildade han ett litet arbetslag som på fyra år anlade grunden för Åre Bike Park, vilken skulle anpassa downhillsporten till en betydligt bredare målgrupp än extremsportande tävlingsåkare. Några av de maskingrävda lederna kom att bli uppkallade efter initiativtagare och historiska milstolpar. När Åre Bike Park hade invigts 2005 blev den snabbt den ledande anläggningen i Norden. Inte bara sommarturismen kom att öka, utan även inflyttningen till Åre eftersom allt fler bosatte sig i trakten för cykelkulturens skull.

## Åre Bike ParkDownhill

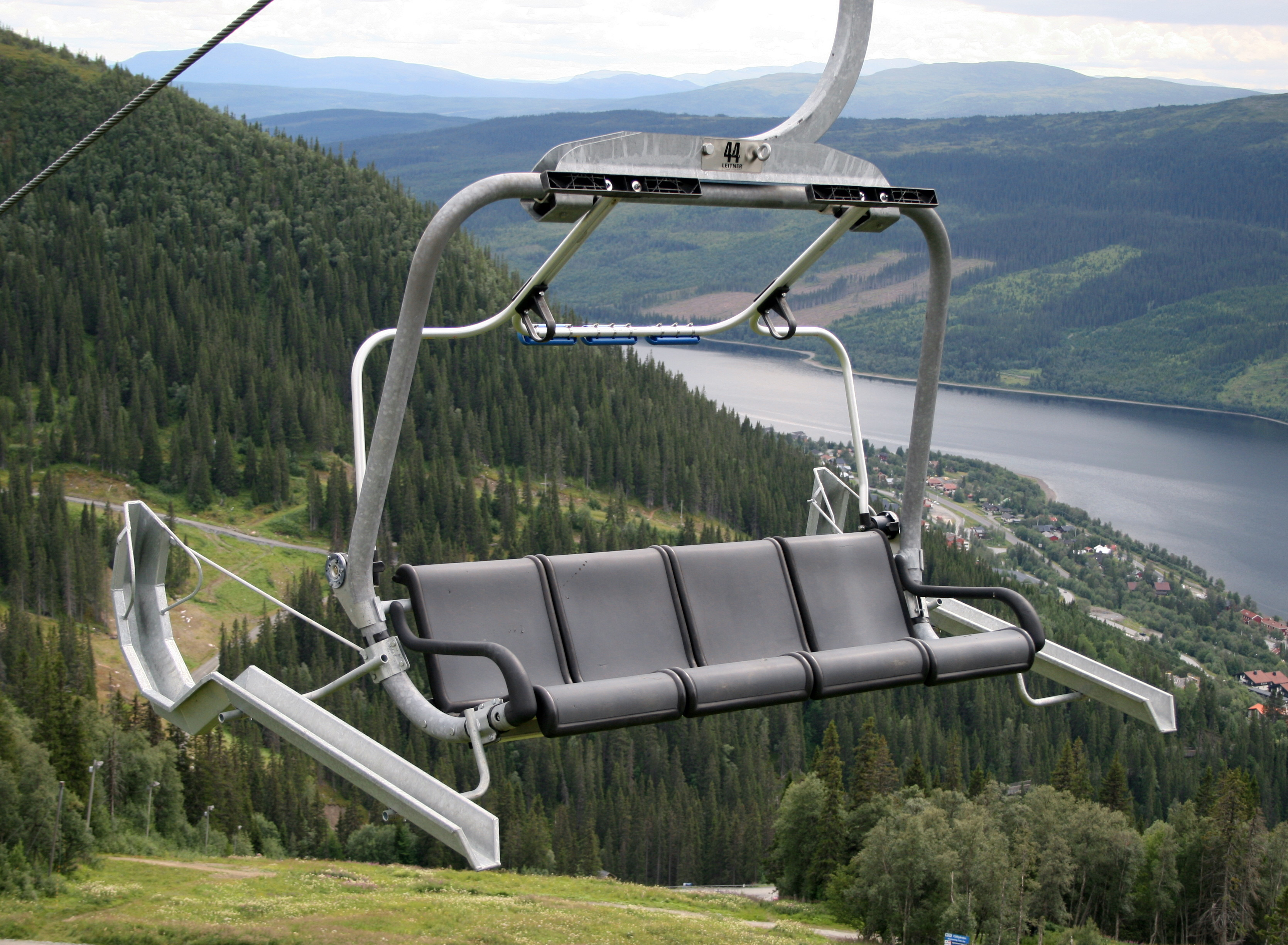
Stolliften Hummelliften tillsammans med VM6:an användes somrarna 2005–2023, med två cykelhållare/"baljor" per stol, innan modernare cykelhållare tog över på VM8:an och nya (2023) Stjärnliften med dubbel kapacitet.

Downhill-parken är Nordens största, och utsedd av internationella medier till en av världens tio bästa, med en effektiv fallhöjd på 853 meter. Den består av 40 leder (vilka utgör en total sträcka på cirka 50 kilometer), alla med olika stilar uppdelat i fyra svårighetsgrader, och cirka fem liftar är tillgängliga beroende på säsongsperiod och driftplan (vilken flera gånger har modifierats).
Innan Åre Bike Park öppnades transporterades cyklisterna i kabinbanan, och 1992 började den forna tvåstolsliften Worldcupliften att köras för cyklister – vilka först fick hålla cyklarna i knät innan liften så småningom försågs med en "pinne" på bägge sidor om stolarna där passagerarna hade sina cyklar hängande under färden. Från parkens invigning fram till 2023 användes VM6:an och Hummelliften, försedda med specialtillverkade "baljor" vid stolarnas yttersidor där passagerarna hade sina cyklar ställda under färden.
Kabinbanan transporterar både cyklister och fotgängare under lågsäsong, medan cykeltransporten under högsäsong brukar ersättas (ibland kompletteras) av gondolen. Gondolen och VM8:an blev aktuella för sommardrift först i slutet av juli 2007, som ersättning när kabinbanan fick körförbud på grund av vajerskador orsakade av hårt väder. Till sommaren 2019 introducerades en modern design av stollifts-cykelhållare på VM8:an, fästa bakpå stolarna, som uppgår till fyra per stol. Worldcupliften (från 1976) ersattes inför 2023 med den moderna sexstolsliften Stjärnliften, med likadana hållare som på VM8:an men har en mekanism som låser/säkrar fast cyklarna under färden.
Åre är ökänt för en blåsig och i övrigt utmanande väderlek som kan påverka driften av anläggningens liftar. Under sommarsäsong tvingas anläggningen ibland stänga ned helt och hållet medan åska befinner sig över eller nära området, både för åkarnas säkerhet och för att liftarna behöver jordsäkras från blixtnedslag.

## Åre Bike ParkTrail
Efter att Åres destinationsbolag velat expandera cykelverksamheten i Åre öppnades Åres XC-cykelarena i Åre Björnen sommaren 2017, som 2025 består av 18 maskingrävda stigar där cyklisten trampar sig fram (istället för cykling enbart utför, som downhill innebär) i terrängen. Projektet är finansierat av Skistar i samarbete med EU-projektet Leader, destinationsbolaget och exploateringsbolaget Björnberget Åre.
Efter sommaren 2020 (under Covid-19-pandemin) lanserade Skistar konceptet Skistar Sports & Adventures, vilket var bolagets största sommarsatsning i dess dittills 45-åriga historia, som gällde samtliga sex turistdestinationer. Bland annat tillkom Zipline-klätterparker, som för Åres del anlades intill XC-cykelarenan i Åre Björnen och kom i drift 2021.

## Större evenemang
Sedan 2010 arrangeras Åre Bike Festival årligen i början av juli, som är både det största eventet i Åre under cykelsäsong och norra Europas största cykelfestival som vuxit till tusentals besökande cyklister 2023. Festivalen i sig är uppbyggd av flera event; allt ifrån tävlingar i Enduro och svenska mästerskap, till midnattscykling på Åreskutan i de ljusa sommarnätterna.
Återkommande svenska mästerskap i downhill har arrangerats i Åre Bike Park sedan 2005, och Scandinavian Downhill Cup två gånger (2017 och 2018).

## Galleri

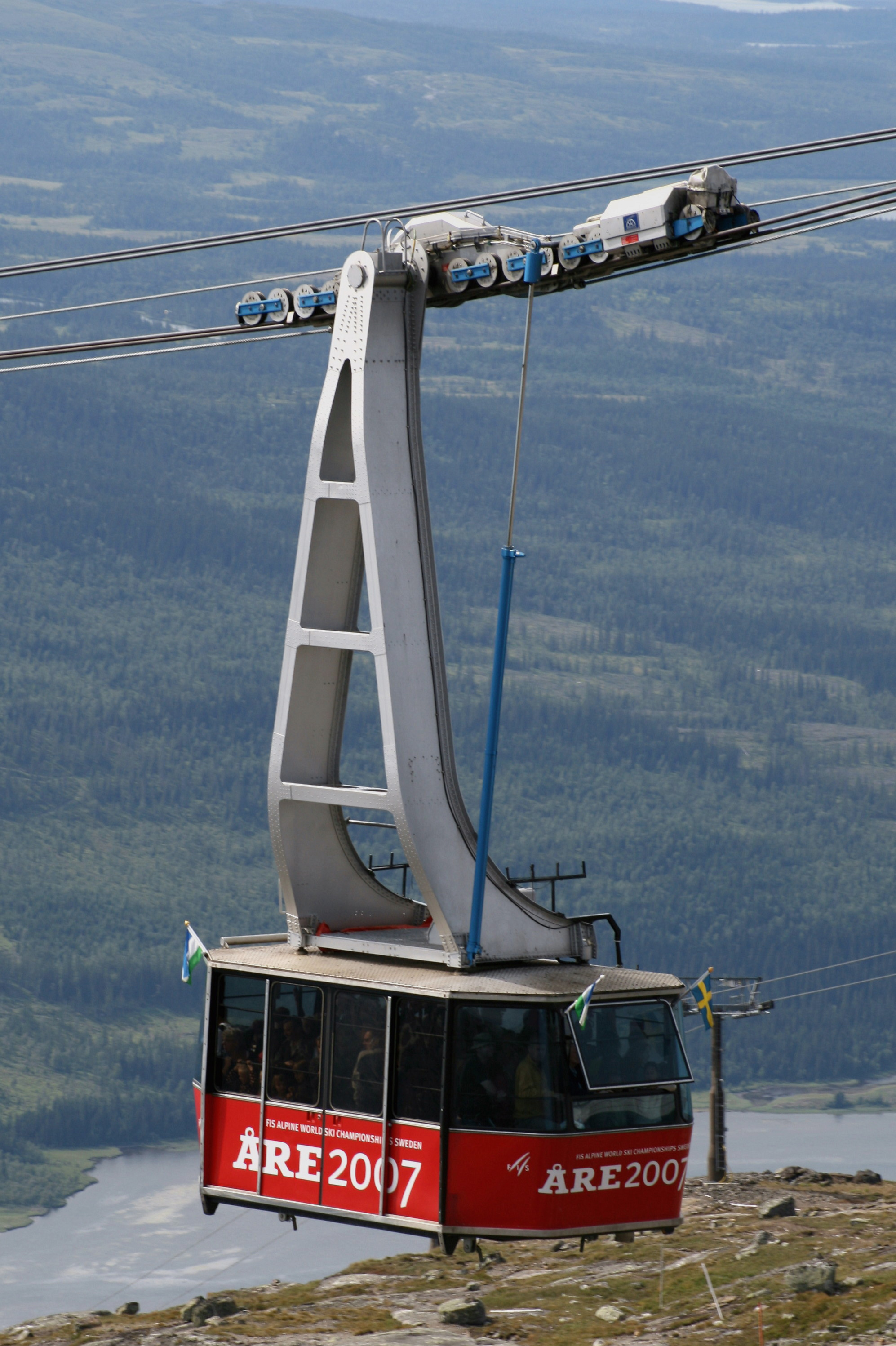
Kabinbanan.
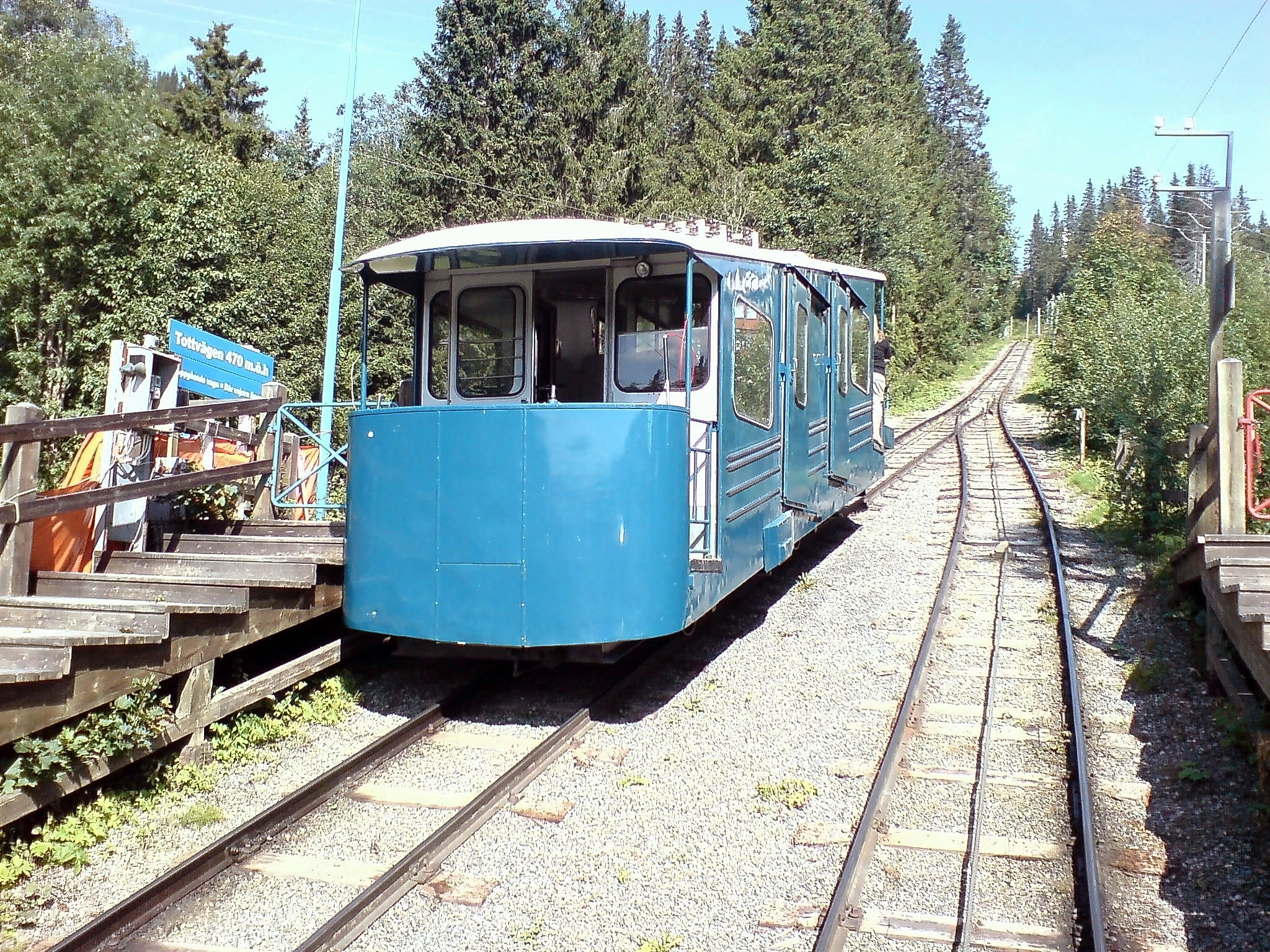
Bergbanan (drivs under sommarsäsong av Hotell Fjällgården sedan 2015).
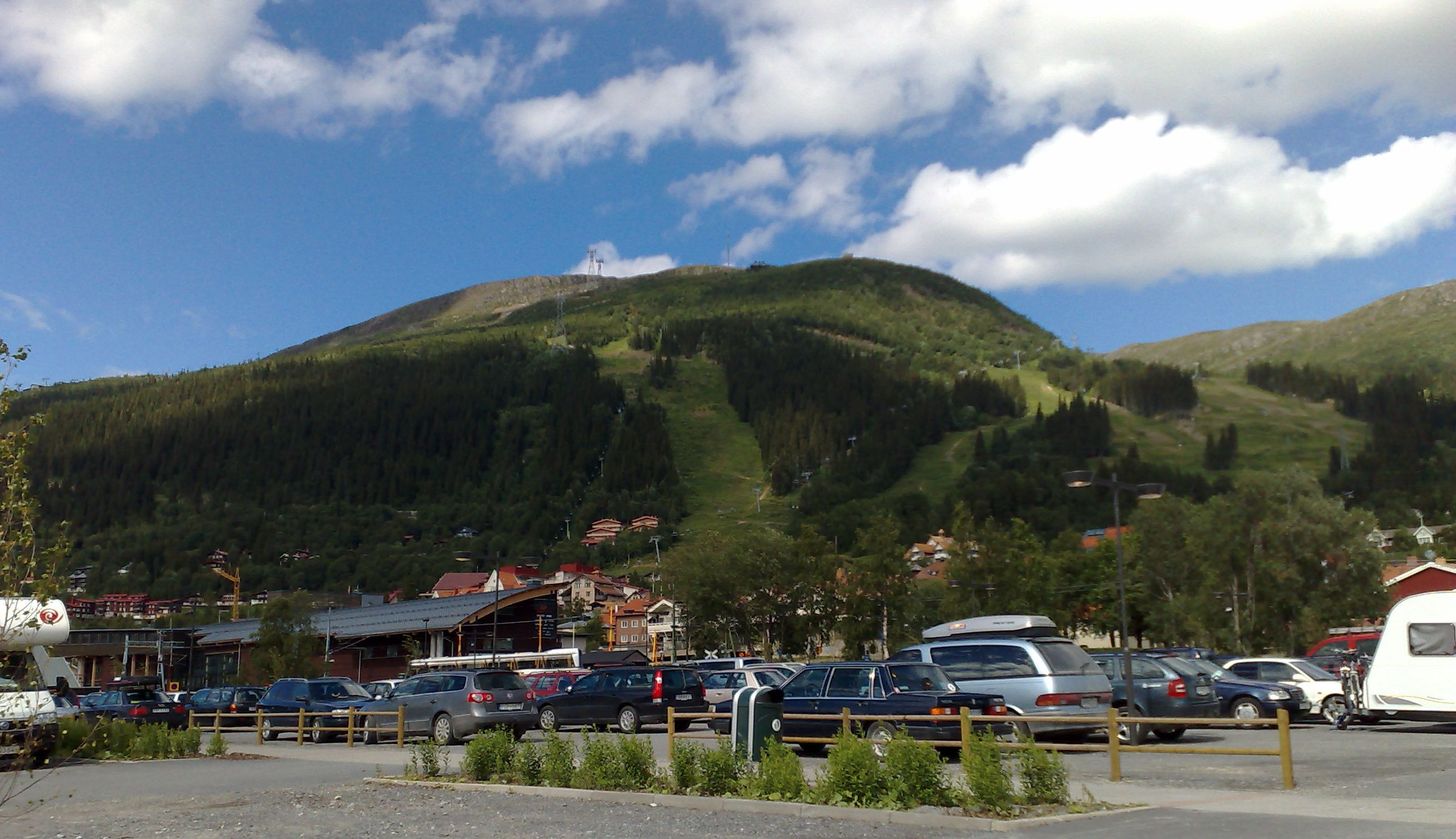
Mörvikshummeln på Åreskutan.